# Väärinjärvi
Väärinjärvi är en sjö i kommunen Ruovesi i landskapet Birkaland i Finland. Sjön ligger 107,6 meter över havet. Arean är 1,8 kvadratkilometer och strandlinjen är 17,91 kilometer lång. Sjön  ingår i Kumo älvs huvudavrinningsområde.   Den ligger omkring 52 km nordöst om Tammerfors och omkring 200 km norr om Helsingfors. 
I sjön finns öarna Tervasaari, Lokankari, Kalliosaari, Mertasaari och Saunasaari. Norr om Väärinjärvi ligger Vartenjärvi. Sjön delas i två av ett sund med en vägbank över.